# Gobernación de Hajjah
La gobernación de Hajjah (en árabe: حجة) es uno de los estados de Yemen,  tiene su capital en la ciudad de Hajjah. Se ha argumentado que esta región, junto con la región de Saada y Al Hudaydah, legalmente pertenecen a Arabia Saudita debido a irregularidades en el Tratado de Taif y el hecho de que fue una vez parte de Asir, conquistada por los saudíes en la década de 1920.